# 아니루드 타파
아니루드 타파(힌디어: अनिरुद्ध थापा, 영어: Anirudh Thapa, 1998년 1월 15일 ~ )는 인도의 축구 선수로 현재 모훈 바간 슈퍼 자이언트에서 중앙 미드필더로 활동하고 있으며 인도 A대표팀의 일원으로도 활동 중이다.

## 초기 경력
우타라칸드주 데라둔 출신으로 찬디가르에 위치한 세인트 스티븐 아카데미에서 축구를 시작했고 이후 2012년부터 2016년까지 전인도 축구 연맹(AIFF) 엘리트 아카데미 과정을 이수했다.

## 클럽 경력

### 첸나이 FC
2016년 첸나이 FC 입단을 통해 프로에 입문한 이후 2017-18 시즌부터 2022-23 시즌까지 6시즌동안 공식전 125경기 13골을 기록하며 2017-18 시즌 인도 슈퍼리그 우승, 2019년 인도 슈퍼컵 준우승, 2019-20 시즌 인도 슈퍼리그 준우승에 기여하는 등 첸나이의 핵심 미드필더로 활약했다.

### 펀자브 FC
2016년 첸나이 FC에 입단한 이후 I리그의 펀자브 FC로 잠시 임대 이적하여 2016-17 시즌 리그 14경기 1골을 기록한 뒤 2016-17 시즌을 마친 후 첸나이 FC로 복귀했다.

### 모훈 바간
2022-23 시즌 종료 후 같은 인도 슈퍼리그의 모훈 바간으로 이적하자마자 2023년 인도 듀런드컵 우승을 맛보았다.

## 국가대표팀 경력

### 인도 청소년 대표팀
2012년부터 2017년까지 인도의 각 연령별 대표팀(U-17, U-20, U-23)에서 14경기 7골을 터뜨리며 2013년 SAFF U-17 챔피언십 우승, 2015년 SAFF U-20 챔피언십 준우승 등의 성과를 거두었다.

### 인도 A대표팀

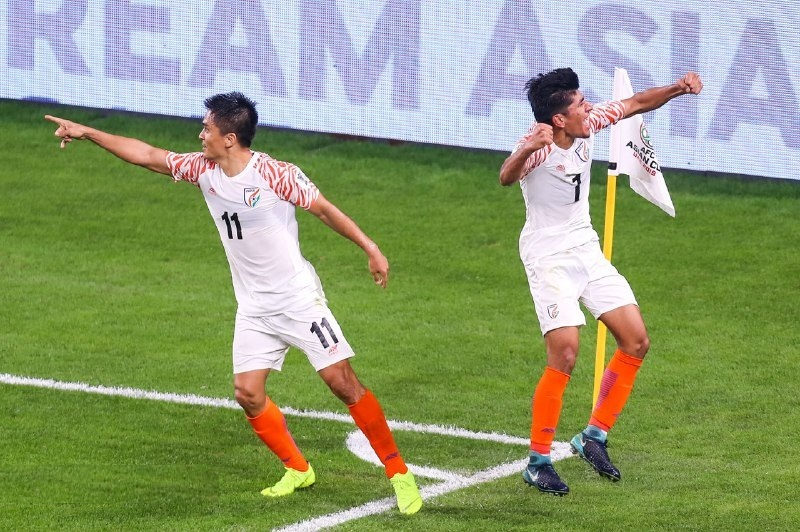

2017년 8월 24일 북중미카리브 최약체인 세인트키츠 네비스와의 친선 경기에서 인도 A대표팀에서의 국제 A매치 데뷔전을 치렀고 이후 동남아시아 최강팀인 태국과의 2019년 AFC 아시안컵 A조 조별리그 1차전에서 A매치 데뷔골을 신고하며 홍콩과의 1964년 대회 최종전 3-1 승리 이후 인도의 55년만의 아시안컵 본선 승리를 이끌었다.
그리고 태국과의 2019년 킹스컵에서도 득점을 기록하며 태국전 2연승에 기여한 뒤 2회 연속 SAFF 챔피언십(2021, 2023)에 출전하여 팀의 대회 2회 연속 우승이자 통산 8번째와 9번째 우승에 이바지했다.

## 수상

### 클럽
첸나이 FC
- 인도 슈퍼리그 : 우승 (2017-18), 준우승 (2019-20)
- 인도 슈퍼컵 : 준우승 (2019)

모훈 바간
- 인도 듀런드컵 : 우승 (2023)

### 국가대표팀
인도 U-17
- SAFF U-17 챔피언십 : 우승 (2013)

 인도 U-20
- SAFF U-20 챔피언십 : 준우승 (2015)

 인도
- SAFF 챔피언십 : 우승 (2021, 2023)

### 개인
- 전인도 축구 연맹 선정 올해의 신흥 남자 축구 선수상 : 2018
- 인도 슈퍼리그 이달의 최우수선수상 : 2023년 2월